# Port Royal (Carolina del Sud)
Port Royal és una població dels Estats Units a l'estat de Carolina del Sud. Segons el cens del 2000 tenia 3.950 habitants.

## Demografia
Segons el cens del 2000, Port Royal tenia 3.950 habitants. La densitat de població era de 393,1 habitants/km².
Per edats la població es repartia de la següent manera: un 22,9% tenia menys de 18 anys, un 14,6% entre 18 i 24, un 34,2% entre 25 i 44, un 17,3% de 45 a 60 i un 11% 65 anys o més.
L'edat mediana era de 30 anys. Per cada 100 dones de 18 o més anys hi havia 89,1 homes.
La renda mediana per habitatge era de 36.599 $ i la renda mediana per família de 40.867 $. Els homes tenien una renda mediana de 26.942 $ mentre que les dones 23.671 $. La renda per capita de la població era de 18.163 $. Entorn del 7,9% de les famílies i el 10,1% de la població estaven per davall del llindar de pobresa.

## Poblacions properes
El següent diagrama mostra les poblacions més properes.